# Золотая орда (военная программа)
Золотая орда (Golden Horde) — военная программа ВВС США.

## Общие сведения
Программа «Золотая орда» началась для создание боевой системы управления, которая предназначена для объединения высокоточных авиабомб, при которой они имеют возможность обмениваться информацией между собой и синхронно поражать цели. Подобная система разрабатывалась в рамках программы «Gray Wolf», но в 2020 году ее сменил новый проект «Золотая орда».
Первые сообщения о программе появились в 2019 году. Исследовательская лаборатория ВВС (ARFL) совместно с калифорнийской организацией Scientific Applications Research Associates планировали создать универсальную систему управления, способную собрать несколько ракет или бомб в «стаю» для совместной работы. Среди потенциальных боеприпасов назывались бомбы GBU-39/B SDB, ракеты AGM-158 JASSM и AGM-160 MALD.
В декабре 2020 года состоялись первые испытания боеприпасов с системой «Золотая орда», которые закончились неудачей из-за сбоя в программном обеспечении.
В феврале 2021 года прошли новые испытания авиационных бомб GBU-39/B SDB. Запущенные с одного истребителя четыре боеприпаса одновременно поразили четыре разные цели.
Подробности испытаний не сообщаются. Известно, что запущенные с истребителя F/A-18E/F Super Hornet 4 бомбы GBU-39/B SDB в полете распределили между собой цели и скорректировали свой полет так, чтобы поразить их одновременно. Как заявили в Исследовательской лаборатории ВВС США, испытания признаны успешными.